# Bảo tàng Nhà nước Auschwitz-Birkenau ở Oświęcim
Bảo tàng Nhà nước Auschwitz-Birkenau ở Oświęcim (tiếng Ba Lan: Państwowe Muzeum Auschwitz-Birkenau w Oświęcimiu) là một bảo tàng tọa lạc tại số 20 phố Tù nhân trại Auschwitz, Oświęcim, Ba Lan.

## Lịch sử
Bảo tàng Nhà nước Auschwitz-Birkenau ở Oświęcim được thành lập vào năm 1947, nhờ nỗ lực của những người trước đây là tù nhân của trại tập trung Auschwitz để bảo tồn những gì còn lại của trại tập trung Đức Quốc xã cũ Auschwitz-Birkenau.

## Miêu tả
Nhà nước Auschwitz-Birkenau ở Oświęcim chủ yếu bố trí triển lãm bên trong khuôn viên của hai khu vực của khu phức hợp trại cũ là Auschwitz I Stammlager và Auschwitz II - Birkenau. Trong hai khu vực này có hơn 150 tòa nhà, khoảng 300 tàn tích, hàng rào, các kho lưu trữ còn sót lại sau cuộc di tản của trại, một bộ sưu tập có tổng cộng hơn 100.000 hiện vật (bao gồm va li, giày dép, các vật dụng hàng ngày, đồng phục sọc và các vật dụng dành cho tù nhân, và một số thứ khác).
Ngoài tổ chức một cuộc triển lãm chính thường trực, bảo tàng còn là nơi tổ chức hàng chục cuộc triển lãm nhà nước để tưởng nhớ các nạn nhân trước đây. Bảo tàng cũng tổ chức các cuộc triển lãm tạm thời.